# ولاد برجال (مناصرة)
ولاد برجال هي إحدى مشيخات المملكة المغربية، تتبع جغرافيا لإقليم القنيطرة وإداريًا لمناصرة. يقدر عدد سكانها بـ 8253 نسمة حسب الإحصاء الرسمي للسكان والسكنى لسنة 2004.